# Abdul Kadre Kontougomde
Abdoul Kadre Kontougomde (ur. 21 lutego 1984) – burkiński piłkarz grający na pozycji bramkarza.

## Kariera klubowa
Od początku swojej kariery Kontougomde jest związany z klubem USFA Wagadugu. W jego barwach zadebiutował w 2001 roku w pierwszej lidze burkińskiej. Swój największy sukces z USFA osiągnął w 2002 roku, kiedy to zdobył Puchar Burkiny Faso.

## Kariera reprezentacyjna
W reprezentacji Burkiny Faso Kontougomde zadebiutował w 2001 roku i rozegrał w niej jeden mecz. W swojej karierze był powołany do kadry Burkiny Faso na Puchar Narodów Afryki 2002, na którym był rezerwowym dla Mohameda Kaboré i nie rozegrał żadnego spotkania.